# Мулен
Вижте пояснителната страница за други значения на Мулен.
Мулѐн (на френски: Moulins) е град в централна Франция (регион Оверн-Рона-Алпи) и префектура на департамента Алие. Градът е разположен основно по левия бряг на река Алие, приток на Лоара. Отстои на 300 км от Париж. Население 23 200 жители от преброяването през 2008.

## История
В миналото градът е бил столица на херцогството на Бурбоните.
Известна е катедралата „Благовещение на Светата Дева“